# Ipagro
Ipagro (łac. Diocesis Epagrensis) – stolica historycznej diecezji w prowincji Hispania Baetica istniejącej w czasach rzymskich (III-IV wiek). 
Pozostałości miasta Ipagro znajdują się w okolicach miasta Aguilar de la Frontera, w Andaluzji w Hiszpanii. Obecnie katolickie biskupstwo tytularne ustanowione w 1969 przez papieża Pawła VI. 

## Biskupi tytularni
| Lp. | Biskup                   | Funkcja                                        | Od               | Do                |
| --- | ------------------------ | ---------------------------------------------- | ---------------- | ----------------- |
| 1   | Malcolm Angus MacEachern | biskup senior Charlottetown (Kanada)           | 24 lutego 1970   | 23 listopada 1970 |
| 2   | James Patrick Mahoney    | biskup pomocniczy Nowego Jorku (USA)           | 25 lipca 1972    | 1 czerwca 2002    |
| 3   | Eduardo Horacio García   | biskup pomocniczy Buenos Aires (Argentyna)     | 21 czerwca 2003  | 6 listopada 2014  |
| 4   | Luis Argüello            | biskup pomocniczy Valladolid (Hiszpania)       | 14 kwietnia 2016 | 17 czerwca 2022   |
| 5   | Mario Héctor Robles      | biskup pomocniczy San Juan de Cuyo (Argentyna) | 9 września 2022  |                   |